# Blerim Polisi
Blerim Polisi (født 5. januar 1978 i Jugoslavien) er en tidligere statsløs makedonsk/albansk atletikudøver bosat i Danmark.
Polisi fik sin atletikmæssige opdragelse i Ringe AK og Odense Atletik/OGF og stillede allerede i 1997 op for Danmark ved junior-EM i Ljubljana. Han har en gange 1999 været på det danske atletiklandshold. Han vandt det danske mesterskab indendørs i kuglestød 1999 og 2000 og er forhenværende danske juniorrekordholder i kuglestød med 16,67. Han skiftede 1999 til Aarhus 1900.
Polisi flyttede som 12-årig til Danmark med sin familie og fik dansk indfødsret 1999.
I 2001 blev han gift i Makedonien, men kunne ikke få sin hustru ind i Danmark på grund af familiesammenføringsreglerne eftersom hun kun var 17 år. Så da hendes danske turistvisum udløb, flyttede hun sammen med sin mand til Sverige for ikke at blive sendt til Makedonien. Derfor var parret bosat i Sverige i to år i håb om at få lov at bosætte sig i Danmark efter EU-reglerne. Han kørte frem og tilbage mellem Ringe og Malmø hver dag for at kunne passe sit job som cykelmontør. Men det er ikke nok, at parret har boet i Sverige. Han skulle også have haft svensk arbejde!
Han nåede en fjerdeplads ved DM 2003 kort efter at have afsonet sin dopingkarantænen, men måtte under tiden i Sverige opgive idrætskarrieren.

## Internationale ungdomsmesterskaber
- 1997 JEM Kuglestød 14.plads 15,85
- 1995 Ungdoms-OL Diskoskast 11.plads
- 1995 Ungdoms-OL Kuglestød 14.plads 16,09

## Danske mesterskaber
- Sølv 2001 Kuglestød inde 16,19
- Guld 2000 Kuglestød inde 17,58
- Guld 1999 Kuglestød inde 16,81
- Sølv 1998 Kuglestød 15,86
- Bronze 1997 Kuglestød 16,67

## Personlige rekord
- Kuglestød: 17,81 2002

## Danske rekorder
Drenge 19 år udendørs
- Kuglestød: 16,67 20. juli 1997